# Nora Chapa Mendoza
Nora Chapa Mendoza (Weslaco, Texas, 1932) es un artista estadounidense. Fue seleccionada como Artista del Año de Míchigan y recibió el Premio de Artes del Gobernador. En 1996, fue una de los ocho artistas que participaron en la renovación del Detroit Music Hall.

## Trayectoria

### Primeros años y educación
Chapa Mendoza nació en Weslaco, Texas, de padres mexicanos. Estudió en el Centro de Estudios Creativos en Detroit y la Universidad de Madonna en Livonia, Míchigan.

### Trabajo artístico
Se ha hecho famosa por utilizar formas escondidas en sus pinturas abstractas. Sus pinturas a menudo se basan en temas de inmigración y desterritorialización, derechos humanos, trabajo, rebelión y están inspiradas por su herencia mexicana y sus experiencias como artista en Detroit. Ella ha hecho trabajos que incluyen restauración, talleres, artistas en residencia y murales.

### Gestión de arte
A lo largo de su vida, Mendoza trabajó para crear un ambiente donde se valoraran las diferencias, y donde las futuras generaciones no experimenten la discriminación que ella experimentó en sus propias carnes. En 1978, Mendoza, junto con un grupo de artistas latinos, formaron Nuestras Artes de Míchigan (NAM), con sedes establecidas en Ann Arbor, Detroit y Lansing. También fue miembro fundador de la Asociación Hispana Cultural / Artística de Míchigan (MHCC). En 1999, Mendoza actuó como enlace oficial con la Iniciativa de Arte y Cultura de los Latinos de Míchigan, una colaboración de Casa de Unidad, el Consejo de las Artes de Míchigan y el Departamento de Educación de Míchigan.

## Premios y reconocimiento
En 1981, abrió la Galería Mendoza en Detroit, que se convirtió en la "primera galería de arte legítimo de América Latina establecida en Detroit".
Ha exhibido a nivel nacional e internacional, y su trabajo está dentro de colecciones en diferentes países. Entre los coleccionistas que cuentan con obras de Mendoza están el exalcalde de Detroit Dennis Archer, la cantante Aretha Franklin, el actor Edward James Olmos y el expresidente de General Motors John F. Smith Jr. Los coleccionistas corporativos incluyen las oficinas de Ford en Rockefeller Plaza (Nueva York, Nueva York), Edison Plaza ( Detroit, Míchigan), las oficinas de General Motors (Detroit, Míchigan), y Blue Cross / Blue Shield de Míchigan (Detroit, Míchigan).